# توماس جريس
توماس جريس (بالألمانية: Thomas Greiss)‏ (و. 1986  م) هو لاعب هوكي الجليد ألماني، شارك في الألعاب الأولمبية الشتوية 2006، والألعاب الأولمبية الشتوية 2010، مركز لعبه هو حارس مرمى ‏.

## روابط خارجية
- توماس جريس على موقع دوري الهوكي الوطني (الإنجليزية)
- توماس جريس على موقع قاعة مشاهير الهوكي (لاعب أن.إتش.أل) (الإنجليزية)
- توماس جريس على موقع EliteProspects.com (الإنجليزية)
- توماس جريس على موقع Eurohockey.com (الإنجليزية)
- توماس جريس على موقع HockeyDB.com (الإنجليزية)
- توماس جريس على موقع Hockey-Reference.com (الإنجليزية)
- توماس جريس على موقع أوليمبيديا (الإنجليزية)